# رابلس جانکشن (آریزونا)
رابلس جانکشن (به انگلیسی: Robles Junction) یک منطقهٔ مسکونی در ایالات متحده آمریکا است که در شهرستان پیما، آریزونا واقع شده‌است. رابلس جانکشن ۷۷۵٫۱۲ متر بالاتر از سطح دریا واقع شده‌است.